# 金锋
金锋（1967年9月—），江苏南京人，汉族，中华人民共和国政治人物、第十二届全国人民代表大会上海地区代表。
毕业于空军后勤学院经济管理专业，加入中国共产党。2013年，被选为全国人大代表。2018年2月24日，当选为第十三届全国人大代表。